# Afghánistán na Letních olympijských hrách 2020
Afghánistán se zúčastnil Letních olympijských her 2020 a reprezentovalo jej 5 sportovců ve 4 sportech (4 muži a 1 žena). Na zahájení her byli jako vlajkonoši výpravy současně Farzad Mansouri a Kamia Yousufiová a zemi se tentokrát nepodařilo získat žádnou olympijskou medaili.

## Seznam všech zúčastněných sportovců
| Jméno                 | Pohlaví | Věk    | Sport             | Na olympics.com                                 |
| --------------------- | ------- | ------ | ----------------- | ----------------------------------------------- |
| Sha Mahmood Noor Zahi | Muž     | 30 let | Atletika          | Zde Archivováno 3. 9. 2021 na Wayback Machine.  |
| Kimia Yousofiová      | Žena    | 25 let | Atletika          | Zde Archivováno 16. 8. 2021 na Wayback Machine. |
| Mahdi Yovari          | Muž     | 24 let | Sportovní střelba | Zde Archivováno 20. 9. 2021 na Wayback Machine. |
| Fahim Anwari          | Muž     | 22 let | Plavání           | Zde Archivováno 5. 8. 2021 na Wayback Machine.  |
| Farzad Mansouri       | Muž     | 19 let | Taekwondo         | Zde Archivováno 11. 8. 2021 na Wayback Machine. |